# 리그 오브 레전드 챔피언십 시리즈 2021
리그 오브 레전드 챔피언십 시리즈 2021(영어: League Championship Series 2021, 약칭 LCS 2021)은 2021년에 개최된 북아메리카의 리그 오브 레전드 대회이다.

## 개요

### 경기장
- 스프링 : 온라인
- 미드 시즌 쇼다운 : 온라인
- 서머 : LCS 스튜디오
- 챔피언십 : LCS 스튜디오

### 진행 방식
- 스프링 : 싱글 라운드 로빈 방식, 5판 3선승제(Bo5)
- 미드 시즌 쇼다운(MSS) : 토너먼트 방식, 5판 3선승제(Bo5)
- 서머 : 트리플 라운드 로빈 방식, 5판 3선승제(Bo5)
- 챔피언십 : 토너먼트 방식, 5판 3선승제(Bo5)

### 참가 팀
| #  | 팀명               | 비고 |
| -- | ------------------ | ---- |
| 1  | 팀 솔로미드        |      |
| 2  | 플라이퀘스트       |      |
| 3  | 팀 리퀴드          |      |
| 4  | 클라우드 9         |      |
| 5  | 골든 가디언스      |      |
| 6  | 이블 지니어스      |      |
| 7  | 100 씨브즈         |      |
| 8  | 디그니타스         |      |
| 9  | 카운터 로직 게이밍 |      |
| 10 | 이모탈스           |      |

## 스프링

### 순위
| #  | 팀명               | 승 | 패 | 결과            | 비고              |
| -- | ------------------ | -- | -- | --------------- | ----------------- |
| 1  | 클라우드 9         | 13 | 5  | MSS 1라운드(상) |                   |
| 2  | 팀 솔로미드        | 12 | 6  | MSS 1라운드(상) | TSM 우세 (승자승) |
| 3  | 팀 리퀴드          | 12 | 6  | MSS 1라운드(상) | TSM 우세 (승자승) |
| 4  | 100 씨브즈         | 11 | 7  | MSS 1라운드(상) | 100 우세 (승자승) |
| 5  | 디그니타스         | 11 | 7  | MSS 1라운드(하) | 100 우세 (승자승) |
| 6  | 이블 지니어스      | 10 | 8  | MSS 1라운드(하) |                   |
| 7  | 이모탈스           | 7  | 11 | MSS 아웃        |                   |
| 8  | 플라이퀘스트       | 6  | 12 | MSS 아웃        |                   |
| 9  | 카운터 로직 게이밍 | 5  | 13 | MSS 아웃        |                   |
| 10 | 골든 가디언스      | 3  | 15 | MSS 아웃        |                   |

## 미드 시즌 쇼다운

### 진행 방식
괄호 안 숫자는 해당 라운드 참가 팀의 수.
- 상위권 1라운드 (4)
  - 승리 - 2라운드 진출
  - 패배 - 하위권 1라운드 강등
- 하위권 1라운드 (4)
  - 승리 - 2라운드 진출
  - 패배 - 탈락
- 상위권 2라운드 (2)
  - 승리 - 결승 진출
  - 패배 - 3라운드 진출
- 하위권 2라운드 (2)
  - 승리 - 3라운드 진출
  - 패배 - 탈락
- 3라운드 (2)
  - 승리 - 결승 진출
  - 패배 - 탈락
- 결승 (2)

### 진출 팀
| # | 팀명          | 비고 |
| - | ------------- | ---- |
| 1 | 클라우드 9    |      |
| 2 | 팀 솔로미드   |      |
| 3 | 팀 리퀴드     |      |
| 4 | 100 씨브즈    |      |
| 5 | 디그니타스    |      |
| 6 | 이블 지니어스 |      |

### 결과
- MSI 2021 진출 : 클라우드 9

| # | 팀명          | 승 | 패 | 결과          |
| - | ------------- | -- | -- | ------------- |
| 1 | 클라우드 9    | 3  | 0  | MSI 2021 진출 |
| 2 | 팀 리퀴드     | 2  | 2  | 탈락          |
| 3 | 팀 솔로미드   | 2  | 2  | 탈락          |
| 4 | 100 씨브즈    | 1  | 2  | 탈락          |
| 5 | 디그니타스    | 0  | 1  | 탈락          |
| 6 | 이블 지니어스 | 0  | 1  | 탈락          |

## 서머

### 진행 방식
서머는 스프링과 다르게 트리플 운드 로빈 방식, 5판 3선승제(Bo5)로 진행된다. 그리고 스프링 최종 순위가 서머에도 반영되어 적용된다.

### 순위
| #  | 팀명               | 승 | 패 | 결과           | 비고             |
| -- | ------------------ | -- | -- | -------------- | ---------------- |
| 1  | 팀 솔로미드        | 30 | 15 | 상위권 2라운드 |                  |
| 2  | 100 씨브즈         | 29 | 16 | 상위권 2라운드 |                  |
| 3  | 이블 지니어스      | 28 | 17 | 상위권 1라운드 | EG 우세 (승자승) |
| 4  | 클라우드 9         | 28 | 17 | 상위권 1라운드 | EG 우세 (승자승) |
| 5  | 팀 리퀴드          | 27 | 18 | 상위권 1라운드 |                  |
| 6  | 디그니타스         | 23 | 22 | 상위권 1라운드 |                  |
| 7  | 이모탈스           | 20 | 25 | 하위권 1라운드 |                  |
| 8  | 골든 가디언스      | 14 | 31 | 하위권 1라운드 | GG 우세 (승자승) |
| 9  | 플라이퀘스트       | 14 | 31 | 시즌 아웃      | GG 우세 (승자승) |
| 10 | 카운터 로직 게이밍 | 12 | 33 | 시즌 아웃      |                  |

## 챔피언십

### 진행 방식
- 상위권 1라운드 (4)
  - 승리 : 상위권 2라운드
  - 패배 : 하위권 1라운드
- 하위권 1라운드 (4)
  - 승리 : 하위권 2라운드
  - 패배 : 탈락
- 상위권 2라운드 (4)
  - 승리 : 준결승 승자전
  - 패배 : 하위권 2라운드
- 하위권 2라운드 (4)
  - 승리 : 준결승 패자전
  - 패배 : 탈락
- 준결승 승자전 (2)
  - 승리 : 결승
  - 패배 : 준결승 최종전
- 준결승 패자전 (2)
  - 승리 : 준결승 최종전
  - 패배 : 탈락
- 준결승 최종전 (2)
  - 승리 : 결승
  - 패배 : 탈락
- 결승 (2)

### 결과
- 2021 LCS, Worlds 시드 분배 (3팀)
  - 1번 시드 : 100 씨브즈
  - 2번 시드 : 팀 리퀴드
  - 3번 시드 : 클라우드 9

| # | 팀명          | 승 | 패 | 결과   |
| - | ------------- | -- | -- | ------ |
| 1 | 100 씨브즈    | 3  | 1  | 우승   |
| 2 | 팀 리퀴드     | 3  | 1  | 준우승 |
| 3 | 클라우드 9    | 3  | 2  | 3위    |
| 4 | 팀 솔로미드   | 1  | 2  |        |
| 5 | 이모탈스      | 1  | 1  |        |
| 6 | 이블 지니어스 | 1  | 2  |        |
| 7 | 디그니타스    | 0  | 1  |        |
| 8 | 골든 가디언스 | 0  | 1  |        |